# Friedrich Reuter (Politiker)
Friedrich Reuter (* 15. Februar 1905 in St. Wendel; † nach 1966) war ein saarländischer Jurist und parteiloser Politiker.
Reuter besuchte von 1911 bis 1914 die Volksschule in St. Wendel und danach das Gymnasium Wendalinum in seiner Heimatstadt. Nach sechs Jahren wechselte er zu Ostern 1920 an das humanistische Gymnasium in Birkenfeld, wo er im März 1923 das Abitur ablegte. 1923 begann Reuter ein Studium der Rechtswissenschaften, das er an den Universitäten in Marburg (WS 1923/24–WS 1924/25), Freiburg im Breisgau (SS 1925–WS 1925/26), München (SS 1926) und wiederum Marburg (WS 1926/27) absolvierte. In Marburg legte er im Mai 1927 das Erste juristische Staatsexamen ab, im November desselben Jahres wurde er in Freiburg mit „cum laude“ zum Dr. jur. promoviert. Nach rund vier Jahren als Gerichtsreferendar in Kassel und Frankfurt folgte im März 1931 das Zweite juristische Staatsexamen.
Danach war Reuter bis 31. August 1932 als Gerichtsassessor in der Preußischen Justizverwaltung in Frankfurt am Main und Wiesbaden sowie der Reichsfinanzverwaltung in Neuwied und Köln tätig, bevor er für drei Jahre als Regierungsassessor zum Finanzamt Köln-Altstadt wechselte. Hier erhielt er zum 1. April 1935 auch seine erste planmäßige Anstellung als Regierungsrat, kam im Oktober desselben Jahres zum Oberfinanzpräsidium Köln, im Mai 1937 zum Reichsfinanzministerium nach Berlin und zum 1. Oktober 1939 schließlich an den Rechnungshof des Deutschen Reiches, wo er Personalreferent von dessen Präsidenten Heinrich Müller wurde. Hier erfolgte nach wenigen Monaten seine Beförderung zum Oberregierungsrat.
Zum 1. Mai 1933 war Reuter der NSDAP beigetreten (Mitgliedsnummer 2.137.056). 1940 wird er in der Funktion eines Gaustellenleiters beim Gau Mark Brandenburg, Amt für Beamte, genannt.
Infolge seines Umzuges nach Baumholder nach dem Ende der NS-Zeit arbeitete Reuter 1947 bei einem Rechtsanwalt und Steuerberater, ehe er eine Anstellung bei der Generalfinanzkontrolle des Saarlandes fand: 1948 wurde er bei dieser angestellt, im Jahr darauf Leiter und 1951 Präsident des Gremiums. 1958 wurde Reuter in den Ruhestand versetzt.
Zwischen dem 14. April 1951 und dem 23. Dezember 1952 war der parteilose Reuter „Minister für Finanzen und Forsten“ im saarländischen Kabinett des CVP-Ministerpräsidenten Johannes Hoffmann.
1954 begann eine fünfjährige Mitgliedschaft Reuters im Präsidium der Industrie- und Handelskammer. 1966 erfolgte ein Umzug nach Obersasbach.